# 样子哨镇
样子哨镇，是中华人民共和国吉林省通化市辉南县下辖的一个乡镇级行政单位。

## 行政区划
样子哨镇下辖以下地区：
建设街社区、永胜街社区、样子哨村、河北村、利民村、邵家店村、太平沟村、和平村、河南村、大椅山村、常兴堡村、董家堡村、万宝沟村、碱水顶子村、小椅山村、杨家堡村和庙前堡村。